# 25698 Snehakannan
25698 Snehakannan (tên chỉ định: 2000 AQ126) là một tiểu hành tinh vành đai chính. Nó được phát hiện bởi dự án Nghiên cứu tiểu hành tinh gần Trái Đất Lincoln ở Socorro, New Mexico, ngày 5 tháng 1 năm 2000. Nó được đặt theo tên Sneha Trichy Kannan, an American high school student whose medicine và health sciences project won second place ở the 2009 Giải thưởng Khoa học và Kỹ thuật Intel.